# Мозамбик на Светском првенству у атлетици у дворани 1999.
Мозамбик је трећи пут учествовао на 7. Светском првенству у атлетици у дворани 1999. одржаном у Маебашију од 5. до 7. марта. Репрезентацију Мозамбика представљале су две атлетичарке, које су се такмичила у трци на 800 метара.
Мозамбик је по броју освојених медаља делио 20 место са 1 освојеном и то сребрном медаљом. У табели успешности према броју и пласману такмичара који су учествовали у финалним такмичењима (првих 8 такмичара) Мозамбик је са једном учесницом у финалу делио 31. место са освојених 7 бодова..
| Плас. | Земља    | 1. место | 2. место | 3. место | 4. место | 5. место | 6. место | 7. место | 8. место | Бр. финал. | Бод. |
| ----- | -------- | -------- | -------- | -------- | -------- | -------- | -------- | -------- | -------- | ---------- | ---- |
| =31   | Мозамбик | 0        | 7        | 0        | 0        | 0        | 0        | 0        | 0        | 1          | 7    |

## Учесници
Жене:
- Марија Мутола — 800 м
- Тина Паулино — 800 м

## Освајачи медаља

### Сребро (1)
1. Марија Мутола — 800 м

## Резултати

### Жене
| Атлетичарка   | Дисциплина | Лични рекорд | Квалификације | Квалификације         | Полуфинале            | Полуфинале            | Финале                | Финале       | Детаљи |
| Атлетичарка   | Дисциплина | Лични рекорд | Резултат      | Место                 | Резултат              | Место                 | Резултат              | Место        | Детаљи |
| ------------- | ---------- | ------------ | ------------- | --------------------- | --------------------- | --------------------- | --------------------- | ------------ | ------ |
| Марија Мутола | 800 м      | 1:57,55      | 2:02,96 КВ    | 2. у гр 2             | 2:02,18 КВ            | 1. у гр 2             | 1:57,17               |              |        |
| Тина Паулино  | 800 м      |              | 2:05,66 ЛР    | Није се квалификовала | Није се квалификовала | Није се квалификовала | Није се квалификовала | 15 / 17 (18) |        |